# Hippolyte Auger
Hippolyte Auger, auch Augé (* 25. Mai 1797 in Auxerre, Département Yonne; † 5. Januar 1881 in Menton, Département Alpes-Maritimes) war ein französischer Romanschriftsteller und Theaterdichter. Er verfasste viele seiner Werke unter den Pseudonymen: A. Saint-Hippolyte und Gérau.

## Leben
Auger war eines von elf Kindern. Im Alter von vierzehn Jahren verließ er 1810 sein Elternhaus, um in Paris zu arbeiten. Er fand eine Anstellung in einem Geschäft des Textilmagnaten Ternaux. 1814 bis 1817 diente er als Unteroffizier in der Armee des Russischen Monarchen Alexander I. in Russland. Wieder in Frankreich, wandte er sich der literarischen Laufbahn zu. Er veröffentlichte zunächst unter dem Namen „Saint-Hippolyte“ Romane aus dem russischen Leben, wie Marpha, Boris oder Ivan VI und einige Theaterstücke und brachte 1828 gemeinsam mit Honoré de Balzac die Zeitung Le Gymnase heraus. 1829 arbeiteten sie gemeinsam an La Mode. Anschließend verfasste er Beiträge für das Journal Officiel de l’Instruction publique und wertvolle Memoiren zur Geschichte der Beziehungen zwischen dem Saint-Simonismus und literarischen und künstlerischen Kreisen. Durch seine Zusammenarbeit mit Balzac kam es teilweise zu falschen Zuschreibungen ihrer Artikel. Er war mit Balzac befreundet und so half er gemeinsam mit Henri de Latouche, einen Raum im Hause Balzac in der Rue Cassini im 14. Arrondissement von Paris neu zu dekorieren. Gemeinsam mit Ernest-André-Olivier Sain de Bois-Le-Comte, der ebenfalls zu den Saint-Simonismus gehörte, und Balzac schrieb er vom 3. März bis 12. Mai 1830 Beiträge für das Feuilleton des Journaux politiques.
Es folgten Romane wie Le prince de Machiavel (1833); Moralités (1834) oder La femme du monde (1837), die moderne Sittenschilderungen zum Thema hatten und Avdotia, eine russische Novelle.
Im Alter von über 83 Jahren starb Auger 1881 in Menton und fand dort auch seine letzte Ruhestätte.

## Rezeption
Als bedeutendstes Werk Augers gilt seine Geschichte über die Entwicklung der Theaterlandschaft in Paris, La physiologie du théâtre, das er zwischen 1839 und 1840 veröffentlichen konnte. Seine Theaterstücke und Romane waren eher dem Zeitgeist gewidmet und verschwanden dann auch bald wieder.

## Werke (Auswahl)
als Übersetzer
- Nikolai Michailowitsch Karamsin: Marpha, ou Novgorod conquise (Edition Corvey). Belser Wissenschaftl. Dienst, Wildberg 1990, ISBN 3-628-58477-9 (Nachdr. d. Ausg. Paris 1818, Mikrofiche-Ausgabe).

Belletristik
- Boris, Nouvelle. (Edition Corvey). Belser Wissenschaftl. Dienst, Wildberg 1990, ISBN 3-628-57623-7 (Nachdr. d. Ausg. Paris 1819, Mikrofiche-Ausgabe).
- Ivan VI., ou la forteresse de Schlusselbourg. (Edition Corvey). Belser Wissenschaftl. Dienst, Wildberg 1990, ISBN 3-628-57542-7 (Nachdr. d. Ausg. Paris 1819, Mikrofiche-Ausgabe).
- Rienzi. (Edition Corvey). Belser Wissenschaftl. Dienst, Wildberg 1990, ISBN 3-628-57537-0 (Nachdr. d. Ausg. Paris 1820, Mikrofiche-Ausgabe).
- Gabriel Vénance, histoire écrite par lui-même. (Edition Corvey). Belser Wissenschaftl. Dienst, Wildberg 1990, ISBN 3-628-57538-9 (Nachdr. d. Ausg. Paris 1818, Mikrofiche-Ausgabe).
- Priesterlist über Alles oder die Republikaner, Macchiavell und des Papstes Sohn („Le Prince de Machiavel, ou la Romagne en 1502“). Literarisches Museum, Leipzig 1835.
- Moralités. (Edition Corvey). Belser Wissenschaftl. Dienst, Wildberg 1990, ISBN 3-628-57623-7 (Nachdr. d. Ausg. Paris 1834, Mikrofiche-Ausgabe).
- La Femme du monde et la Femme artiste. 2 Bände, A. Dupont, Paris 1838 (archive.org, archive.org).
- Tout pour de l’or. A. Dupont, Paris 1839.
- Avdotia, roman russe. 2 Bände, Paris 1846 (archive.org, archive.org).
- Un roman sans titre. Pétion, Paris 1846.

Theaterstücke
- Marcel, ou l’intérieur d’un ménage. Drame en 4 actes. Paris 1838 (Premiere, 7. Feb. 1838 am Théâtre de la Gaîté).
- Mademoiselle Bernard, ou l’autorité paternelle comédie-vaudeville en un acte. Paris 8. Juli 1838 am Théâtre du Gymnase Dramatique (archive.org).
- La folle. Drame en 3 actes. Paris 1836 (zusammen mit Louis Desnoyers; Premiere, 26. Jan. 1836 am Théâtre de l’Ambigu-Comique).
- zusammen mit Francis Cornu: Pauvre Mère. Drame en 5 actes. Librairie belge-française, Paris 1837 (Premiere, 11. Nov. 1837, Théâtre de la Gaîté, archive.org).
- L’enfant prodigue : drame en trois actes, mêlé de chant Ch. Tresse, Paris 1841 am Théâtre du Vaudeville (archive.org).

Sachbücher
- Essai historique sur la république de San-Marino. Analisi Trend, Bologna 1987 (Nachdr. d. Ausg. Paris 1827).
- Physiologie du théâtre. 3 Bände, Firmin Didot frères, Paris 1839–1840 (archive.org, archive.org, archive.org).
- Théatre de |Beaumarchais. Firmin Didot, Paris 1842.

als Gérau
- mit Pierre Tournemine: Treize à table, ou, Un pique-nique, collation assaisonnée de couplets, en un acte Nobis, Paris 1837 (archive.org).